# Piero Colli
Piero Colli (Vigevano, 1º gennaio 1914 – 19 marzo 2010) è stato un calciatore e allenatore di calcio italiano, di ruolo centrocampista.

## Carriera

### Giocatore
Giocò in Serie A con Ambrosiana-Inter, Lucchese e Bari; vinse il campionato nel 1937-1938 con l'Ambrosiana-Inter. Ha poi chiuso la carriera giocando nelle serie minori fino al 1950.

### Allenatore
Nella stagione 1958-1959 ha allenato per alcune partite il Vigevano in Serie B; poi nella stagione 1959-1960 ha allenato il Vigevano in Serie C 1959-1960.

## Palmarès

### Club

#### Competizioni nazionali
- Serie B: 1

Bari: 1941-1942
- Serie C: 1

Vigevano: 1936-1937
- Campionato italiano: 1

Ambrosiana-Inter: 1937-1938